# Live in Bremen
Live in Bremen è un album live di Steve Wynn, registrato al Grosser Sendesall di Brema per Radio Bremen il 27 gennaio del 2003. È uscito in serie limitata di solo 1000 copie. e pubblicato nel 2008.
La stampa originale della tracklist è sbagliata in quanto è stato omesso il pezzo What Comes After, come, invece, giustamente riportato nelle tracce sottostanti.
La qualità del suono è ottima. Durante l'esecuzione acustica di 500 Girl Mornings Steve si ferma a raccontare la storia della canzone nelle sue diverse versioni, togliendo ai fans l'opportunità di avere in versione acustica l'intero pezzo senza interruzioni, visto che su My Midnight viene eseguito con suoni distorti.

## Collaboratori
- Jason Victor - Chitarra Acustica, Chitarra Elettrica, Cori
- Steve Wynn - Chitarra Acustica, Voce

## Tracce

### Disco 1
1. The Medicine Show (5:04)
2. My Favorite Game (4:10)
3. Down (4:32)
4. Sweetness And Light (4:33)
5. Why (4:47)
6. Crawling Misanthropic Blues (3:00)
7. Definitely Clean (4:10)
8. Lay Of The Land (3:15)
9. Death Valley Rain (4:44)

### Disco 2
1. Nothing But The Shell (3:26)
2. Maria (4:19)
3. What Comes After (5:13)
4. One Less Shining Star (3:47)
5. California Style (4:38)
6. Maybe Tomorrow (5:20)
7. Southern California Line (4:21)
8. Tuesday (4:06)
9. Merrittville (6:21)
10. The Days Of Wine And Roses (3:22)
11. There Will Come A Day (5:32)
12. When You Smile (4:17)
13. Now I Ride Alone (5:27)
14. 500 Girl Mornings (6:30)